# جورجي حبيب حنانيا
جورجي حبيب حنانيا، من أوائل المحرّرين وأصحاب المطابع في فلسطين. ولد في يافا وتلقّى تعليمه الابتدائيّ في مدرسة المطران. وكان من رواد الأندية الثقافيّة ومن المؤيدين لزوال الحكم العثمانيّ.

## عائلته
تعود جذور عائلة حنانيا إلى مدينة القدس لعدة أجيال، وهناك من يعتقد أن جذورها تمتد إلى بدايات الديانة المسيحيّة في المدينة، على الرغم من عدم وجود سجلّات تؤرّخ تلك الفترة، بل مجرّد كتابات تضم اسم العائلة على أوانٍ لترقيد النبيذ والزيت اكتشفت في عدة مواقع أثريّة. ومنذ أجيال عديدة، اختارت العائلة أن يكون لقبها "حبيب حنانيا"، وهو اسم أحد أجدادها، وذلك لتمييزها من بقيّة العائلات التي تحمل اسم حنانيا في القدس وفي مدن أُخرى. واستخدم والد جورجي اللقب كما استخدمه جورجي وأولاده، لكن الأجيال اللّاحقة أسقطت اسم "حبيب" من اللقب.
كان والد جورجي، عيسى حبيب حنانيا، العضو المسيحيّ الوحيد في المحكمة العليا في القدس، وكانت والدته كاتنغو ( Katingo) يونانيّة من إسطنبول، وهي ابنة مسؤول رفيع المستوى في الحكومة العثمانيّة وكان لجورجي شقيق يصغره سناً يدعى يعقوب، درس في معهد اللاهوت الأورثوذكسيّ اليونانيّ في القدس،  كذلك كان لجورجي شقيقة تصغره بتسعة أعوام تدعى أيرين، تزوجت رجلاً من أسرة زكريا، وهي عائلة مقدسيّة عريقة، وتوفيت أيضاً خلال الحرب العالميّة الأولى.

## حياته
درس جورجي المرحلتين الابتدائية والثانوية في مدرسة المطران غوبات (Bishop Gobat) في القدس، ومن ثم تابع دراسته بنفسه، فكان يقرأ كل ما يقع تحت يده، وانتهى به الأمر، كما كان يقول، إلى إتقان سبع لغات ونصف لغة: العربيّة، والتركيّة، واليونانيّة، والفرنسيّة، والإنجليزيّة، والألمانيّة، والروسيّة، وبعض العبريّة.
تزوج جورجي أنيسة فرج التي تنتمي إلى عائلة مقدسيّة مرموقة، عاش جورجي وأنيسة في منزل في جوار المطبعة، وكانت أنيسة، وهي المرأة ذات الثقافة الرفيعة، على اطلاع بأسلوب الإدارة اليوميّ وكثيراً ما شاركت في العمل بالمطبعة. رزق الزوجان أربعة أطفال، ابنتان هما كاترين الابنة الكبرى وفُتيني، وولدان هما عيسى ودميان؛ ومما لا شكّ فيه أن حيازة جورجي مطبعة في ذلك الوقت المبكّر، وجهوده المتواصلة التي تكلّلت بالنجاح لإصدار صحيفة، يشيران إلى أنّه كان رجلاً نذر حياته للكلمة المكتوبة. فقد كان عميق الإيمان بفائدة الكلمة المكتوبة للمجتمع، ويتضّح ذلك من المقالات الافتتاحية في بعض الأعداد من صحيفة "القدس"، كما كان يرى، مع آخرين غيره، أنه لا يمكن القيام بكثير لتشجيع التعليم والثقافة في فلسطين ما لم تتحرّر البلد من الحكم العثمانيّ، ولهذا شكّلوا جمعية سريّة أطلقوا عليها اسم "فلسطين الفتاة" بهدف السعيّ لإيجاد فلسطين "فتية" مستنيرة وحرّة. ومع أن التوجه الأصليّ للجمعية كان ذا طبيعة تعليميّة ثقافيّة، فإنها طورّت، من دون شك، بعض التوجهات ذات الطبيعة السياسيّة. وأدى انكشاف عضويّة جورجي في الجمعية إلى إثارة سخط السلطات العثمانيّة، وهو ما دفعه إلى مغادرة فلسطين في عجل في سنة 1914. كان جورجي، من النواحي كلها، رجلاً تقياً يتردد إلى الكنيسة كل أحد، ويرتّل بصوته العذب ضمن كورس الكنيسة باللغتين العربيّة واليونانيّة، وكانت الموسيقى تشكّل جزءاً من حياته اليومية، وكان يحب العزف على الماندولين على الرغم من وجود آلات موسيقية أُخرى في المنزل.
وكان جورجي يولي مظهره عناية خاصة ويهتم دوماً بأناقته وهندامه، كما كان شخصاً مرحاً يتمتع بروح الدعابة. وعلى الرغم من العفوية التي اتسمت بها تصرّفاته، فإن التقيد ببعض الشكليات كثيراً ما أشعره بالرضا.

### صحيفة القدس (احدى اعماله)
أصدر جريدة القدس سنة 1908 وكانت من بين أوائل الصحف الأدبية الاجتماعية الإخبارية. وكانت تصدر مرتين في الأسبوع (رَ: الصحافة). كان حنانيا من الرواد الذين فكروا بإصدار جريدة وطنية باللغة العربيّة سنة 1899. طالباً الترخيص لها منذ ذلك التاريخ. وكان هدفه من إصدار جريدته نشر الآداب والثقافة والسياسة الوطنيّة باللغة العربيّة. واهتم خصوصًا بأخبار القدس وبيت لحم وبيت جالا. وكانت جريدة القدس ترسل لأبناء الجالية العربيّة في المهجر للاطلاع على أخبار الوطن.
عندما أصدر حنانيا صحيفة "القدس"، في مدينة القدس قبل مئة، كانت الكلمة المطبوعة هي الوسيلة الوحيدة لنشر المعلومات في البلاد، لكن هذه الوسيلة اقتصرت آنذاك على الكتب، وعلى مطبوعات تخدم أهدافاً محددة كالكتيّبات الخاصة بالسواح، والكراسات الصادرة عن الدوائر الحكومية. وكانت السلطات العثمانية، ولعدة أعوام قبل ذلك التاريخ، تحكم الأقاليم الخاضعة لها حكماً استبدادياً (وكانت فلسطين، ضمن تلك الأقاليم) ، وتفرض رقابة صارمة على المطبوعات. وفي سنة 1908، انتهت مرحلة القمع، فأعادت الإمبراطورية العمل بالدستور، ورافق ذلك منح حرية التعبير لرعايا الإمبراطورية.
بدأ جورجي حنانيا العمل في مجال الطباعة في القدس القديمة في سنة 1894، وظل لبضعة أعوام يصدر مطبوعات بلغات متعددة قبل أن يتقدَّم بطلب الحصول على تصريح بإصدار صحيفة باللغة العربيّة. لكن التصريح لم يصدر إلاّ بعد الإصلاح الدستوري العثماني في سنة 1908، فبدأت الصحيفة بالصدور بعد أن كان قد وفر له التأخيرُ بمنح التصريح الوقتَ الكافي لتخطيط شكل الصحيفة ومضمونها. ولم تقتصر أهمية الصحيفة على كونها الصحيفة الفلسطينية الأولى الصادرة في تلك السنة، بل إن الناس رأوا فيها – ولعدة اعتبارات – صحيفة ذات رسالة. وكان جورجي يرى فيها مشروعاً وطنياً لا استثماراً يهدف إلى الربح. ويرى كثيرون أن سنة 1908 تمثِّل نقطة انطلاق الصحافة في فلسطين. فبعد صدور "القدس" صدرت صحف أُخرى، ويقال إن 15 تصريحاً لإصدار صحف ومجلات جرى منحها في تلك السنة فقط. وكان من الطبيعي أن تتنوع الموضوعات التي تغطيها تلك الصحف، وأن يختلف تواتر صدورها وفترات استمرارها. لكن تلك المطبوعات كلها، والمطبوعات التي صدرت بعدها، توقفت مع اندلاع الحرب العالمية الأولى في سنة 1914.

## النشأة
الدافع الذي دعا حنانيا إنشاء دار طباعة هو التعطش للعلوم والمعرفة ففي ذلك الوقت كان هناك عدة مطابع ضخمة في الأديرة ومقار البعثات التبشيرية، وكانت تطبع مواداً تهم أفراد طوائفها. ويتضح من كتابات جورجي الأُخرى أن "الموانع والعثرات" المُشار إليها تتمثل في الاستخفاف الكامل الذي كانت الحكومة العثمانية، قبل سنة 1908، تبديه إزاء الإجراءات القانونية، إضافة إلى معاملتها المتقلبة للشعوب الخاضعة لها.
بدأ جورجي حنانيا، قبل شراء مطبعته الخاصة، باستيراد ما سماه "حروفاً" أجنبية على أحدث طراز، وذات تصميم بديع (والغالب أنها كانت حروفاً مطبعية فرنسية وروسية)، وصار يستخدمها لطبع مواد عن طريق آلات طباعة كان يستأجرها من مالكيها. وكانت المادة المطبوعة موجهة إلى السواح الذين كانوا يأتون إلى المدينة بأعداد كبيرة في موسم عيد الفصح من كل عام، وبالتالي لم تكن تلك "الحروف" الجميلة تُستخدم لأكثر من ثلاثة أشهر كل عام. بعد ذلك قام جورجي باستيراد حروف طباعة عربية لكنه حرص على استخدامها في دور طباعة لم تكن اللغة العربية معروفة لديها، وحيث كان يُعتقد أن الحروف العربية هي تركية ( لأن اللغة التركية كانت آنذاك تُكتب بالأحرف العربية)، وبذلك تمكن من تفادي الحظر الذي تفرضه الحكومة على طبع مواد باللغة العربيّة قبل الحصول على تصريح خاص. واستمر الأمر على هذا المنوال لعام تقريباً قبل أن تكتشف السلطات الأمر وتوقف معظم نشاطاته في مجال الطباعة. لكنه كان يقدم خدمات للحكومة تتمثل في طباعة استمارات وكتيِّبات متعددة لاستخدامها في الدوائر الرسمية، وشاء حسن طالعه أن يكون أنهى لتوه طباعة كتاب لشخص يصفه بأنه مسؤول حكومي مرموق ذو نفوذ. ويبدو أن ذلك أقنع السلطات بالتغاضي عن نشاطه، وسُمح له بالاستمرار في عمله بانتظار التصريح الذي صدر بعد ثلاثة أعوام، أي في سنة 1898. كان جورجي، خلال الأعوام التي سبقت إصدار التصريح، يعمل في مطابع الآخرين نهاراً، وفي منزله مساء.
وبعد حصوله على التصريح اشترى آلة طباعة قديمة، ونقل مجموعته من حروف الطباعة والمواد الأُخرى إلى مبنى جديد، وأصبح ناشراً مستقلاً. كانت الآلة الأولى طابعة صغيرة تُشغَّل بالقدم، ونظراً إلى أنه كان يتوقع الحصول على تصريح بإصدار الصحيفة، فإنه سرعان ما استورد طابعة أوروبية ضخمة تعمل بالوقود. لكن، لم يخلُ الأمر من بعض الصعوبات. كان جورجي يشير إلى تلك المرحلة من الحكم العثماني باسم "عهد الاستبداد"، إذ لم يكن هناك أي قواعد للحكم، وكان الناس مجرد ضحايا لنزوات أصحاب السلطة وأهوائهم.  فالسلطان، وبعد عشرين عاماً من الحكم شعر خلالها بأن مقاطعات عديدة بدأت تتفلت من قبضة إمبراطوريته، حلّ البرلمان وأعلن نفسه حاكماً مطلقاً. لكن الوضع تغير فيما بعد عندما اندلعت ثورة شعبية في سنة 1908، فأعيد تشكيل البرلمان وصار للإمبراطورية حكومة دستورية. وكان التعامل مع مسؤولي الحكومة، حتى سنة 1908، يُعتبر جهداً عبثياً. فقد كان مَنْح وزارة التعليم حق الإشراف على المطابع كلها ومراقبة المواد المطبوعة، يعني إضافة عبء جديد مضن إلى الجهود اليومية التي يبذلها الناشر. كما برزت عقبة أُخرى تمثلت في تكليف مطبعة جورجي حنانيا، ابتداء من سنة 1903، بطبع "الجريدة الرسمية" الحكومية الأسبوعية باللغتين العربية والتركية، وهو ما جعل المسؤولون الحكوميون يقومون بزيارات مفاجئة لمبنى المطبعة، الأمر الذي أدى إلى فتور حماسة الكتَّاب الآخرين للتعامل معها. وهكذا، كان هناك أوقات يعمل فيها عمال التنضيد ليومين من أجل إصدار "الجريدة الرسمية"، ثم يظلون عاطلين عن العمل لحين تسليمهم عدد الأسبوع التالي. ومع أن تعاون جورجي مع السلطات كان كاملاً، إلاّ إنه كان أيضاً موضع اتهام بشأن "ميوله الأجنبية". وعلى الرغم من تلك الصعوبات، تمكنت المطبعة من إصدار 281 كتاباً بلغات متعددة، بما فيها ذلك 83 كتاباً باللغة العربية، خلال الفترة 1899 – 1908. ولسوء الحظ، لم يبقَ من تلك الكتب سوى عناوينها، إذ لم يُعثر على أثر لها، كما جاء في مقال نشره مؤخراً مركز العودة الفلسطينيّ . وفضلاً عن الكتب، أصدرت المطبعة العديد من الاستمارات والكراسات التي كانت تُستخدم في الدوائر الحكومية، علاوة على مواد سياحيّة. ولم يبصر العدد الأول من الصحيفة النور قبل أيلول/سبتمبر 1908.